# Georg Albrecht von Brandenburg-Kulmbach (1666–1703)

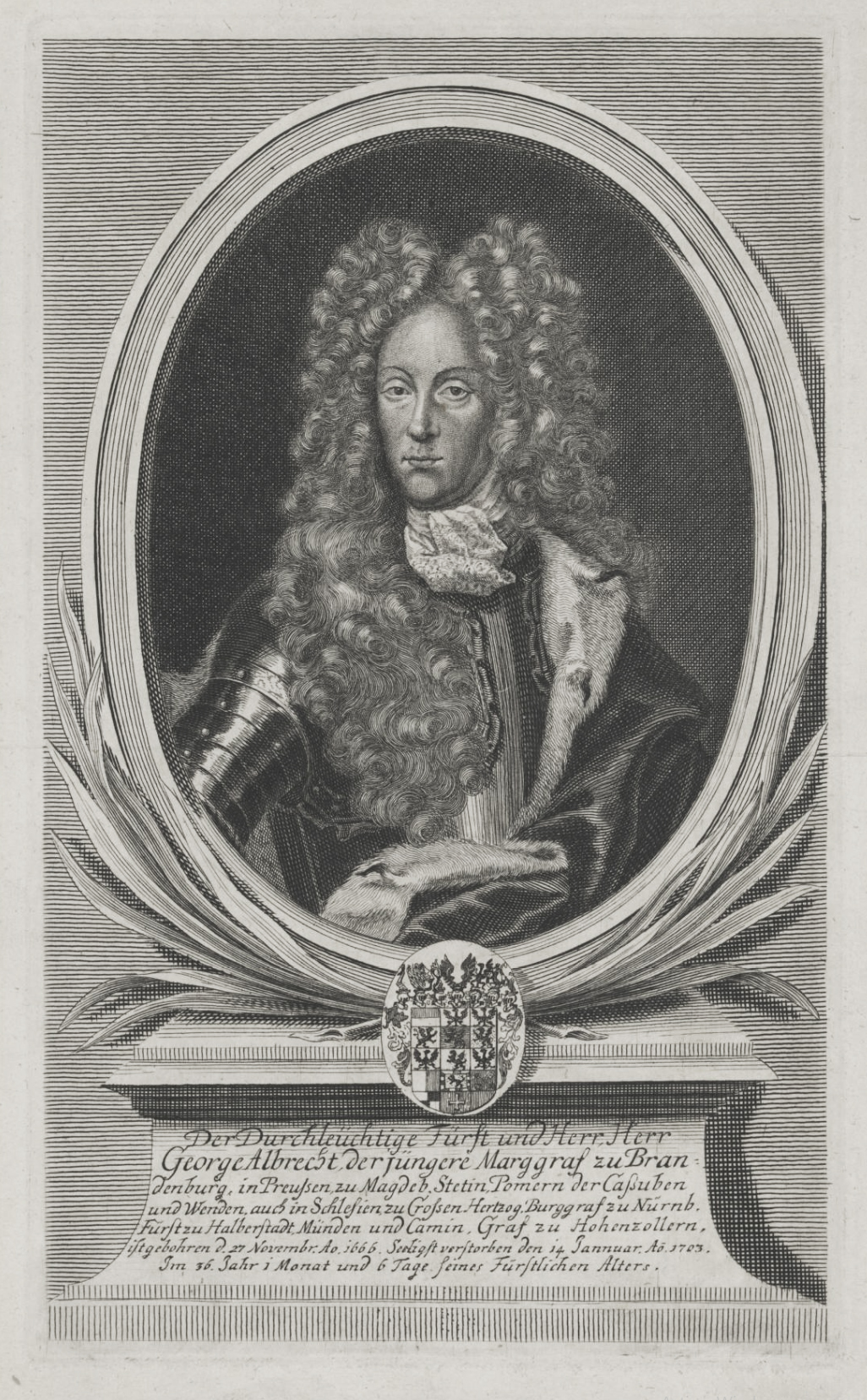
Georg Albrecht von Brandenburg-Kulmbach

Georg Albrecht von Brandenburg-Kulmbach (* 27. November 1666; † 14. Januar 1703) stammte aus der von seinem Vater Georg Albrecht begründeten Kulmbacher Nebenlinie der fränkischen Hohenzollern, die Markgrafen von Brandenburg-Bayreuth und Brandenburg-Ansbach waren. Durch seine morganatische Ehe mit Regine Magdalene Lutz löste er für seine Söhne die Begründung einer freiherrlichen Familie von Kotzau aus.

## Herkunft und Jugend
Georg Albrecht mit Beinamen der Jüngere war ein nichtregierender Markgraf, Sohn von Georg Albrecht und dessen zweiter Frau Maria Sophie von Solms-Baruth. Er wurde erst nach dem Tod seines Vaters geboren. Ähnlich wie seine älteren Halbbrüder besuchte er das Bayreuther Gymnasium und genoss eine umfassende Erziehung, u. a. durch Johann Georg Layritz. Auf der Grand Tour in Frankreich, die er in Begleitung des Hofmeisters Carl Friedrich von Bose unternahm, erkrankte er schwer. Zu seiner Genesung wurde er auf der Burg Hohenberg untergebracht. Kurzzeitig befand er sich später auf dem Hofer Schloss, welches 1690 bei einem Stadtbrand erheblich Schaden nahm und er daraufhin das nahegelegene Schloss Oberkotzau bezog.

## Krankheiten
Georg Albrecht scheint seit seiner Kindheit häufig von Krankheiten heimgesucht worden zu sein und ihm wird ein „kränkelndes Wesen“ und ein „schwermütiger Charakter“ nachgesagt. Zu dieser Beurteilung haben sicher Familienangehörige und Chronisten, die im Sinne der Familie berichteten, beigetragen, da er sich im Konflikt um seine Eheschließung dem Willen der Familie nicht beugte. Angeführt wird der frühe Tod des Vaters, die fehlerhafte Erziehung durch seine Mutter und dass er sich auch mit seinen Halbbrüdern nicht verstand. Sein Krankheitsbild bei der Grand Tour wird mit Angstzuständen und Tobsuchtsanfällen beschrieben, er fühlte sich von Verfolgern bedroht, die nach seinem Leben trachteten. Es gab im Anschluss gar einen Prozess, der ihm Zauberei vorwarf, die er in Paris erlernt haben sollte.

## Nichtstandesgemäße Ehe
Protest innerhalb seiner Familie löste er durch seine Absicht aus, die Tochter des Amtmannes und Rates Johann Peter Lutz zu heiraten. Erhalten geblieben sind Briefe des Kurfürsten Friedrich III. von Preußen, der sich ablehnend und empört zu der nicht standesgemäßen Heiratsabsicht äußerte. Er empfahl den in markgräflichen Diensten stehenden Vater entsprechend unter Druck zu setzen gegen die Verbindung vorzugehen.  Ebenso auf Ablehnung stieß der Heiratsplan bei den regierenden fränkischen Markgrafen Christian Ernst und Georg Friedrich. Intrigen und die Bespitzelung des Paares durch die Familie gipfelten in der Erschießung der Chefin der Dienstboten Anna Katharina Frank im Oberkotzauer Schlosskeller durch Georg Albrecht und seiner Drohung, dass Schloss in Brand zu stecken. Er wurde daraufhin für mehrere Wochen unter Arrest gestellt. Johann Peter Lutz wurde kurzerhand als Kastner nach Lichtenberg versetzt, um eine räumliche Distanz zwischen Georg Albrecht und der Familie zu errichten. Nachdem kein Pfarrer des Fürstentums sich traute die Eheschließung vorzunehmen, heirateten Georg Albrecht und Regine Magdalene Lutz gegen den Protest der Familie am 27. April 1699 in Maria Loreto im böhmischen Altkinsberg, heute Hrozňatov, ein Ortsteil von Cheb.

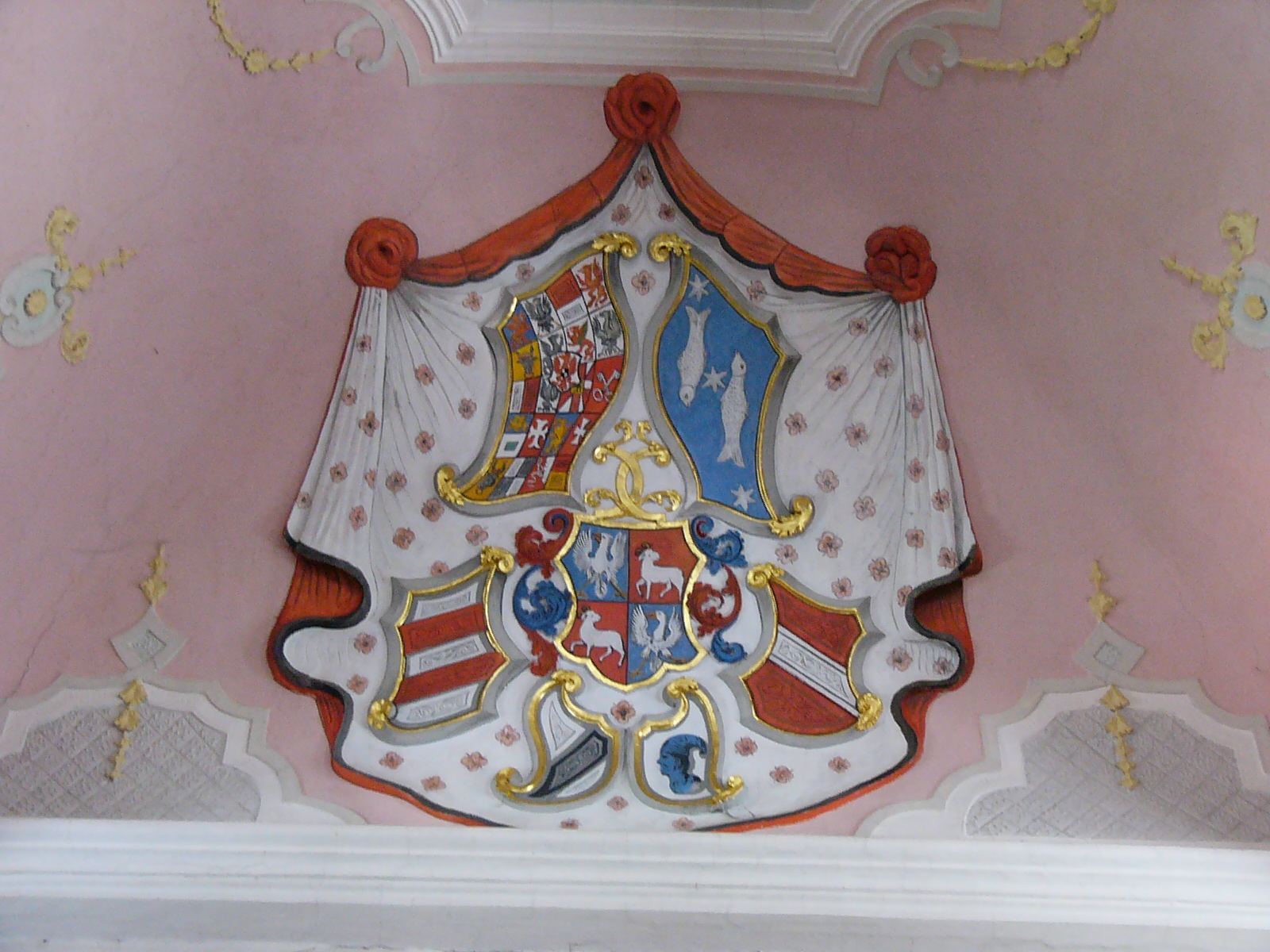
Wappenensemble in der Martinskirche Kautendorf, es beschreibt neben der Verbindung von Georg Albrecht mit Regine Magdalene Lutz auch die Verbindungen ihrer Söhne mit ortsadeligen Familien

## Freiherren von Kotzau
Die Familie, die sich vor vollendete Tatsachen gestellt sah, versah nun die Ehefrau mit dem eigens geschaffenen Titel einer Madame de Kotzau. In der Folgezeit wurden den Söhnen und deren Nachkommen der Titel der Freiherren von Kotzau zugesprochen. Man knüpfte damit an die Tradition der Ritter von Kotzau an, die 1661 im Mannesstamm ausgestorben waren, ohne dass jedoch ein Verwandtschaftsverhältnis bestanden hätte. Vertraglich wurde festgesetzt, dass die Nachfahren von Georg Albrecht von Erbansprüchen bezogen auf markgräfliche Titel oder brandenburgischen Besitz ausgeschlossen waren. Mit ihrem Sitz im Oberkotzauer Schloss und den umliegenden Besitzungen, einschließlich der Dörfer Oberkotzau, Haideck und Autengrün, überdauerte diese freiherrliche Familie, bei der man nach den beiden Söhnen Friedrich Christian Wilhelm und Friedrich August und deren Nachkommen eine ältere und eine jüngere Linie unterscheidet, bis ins 20. Jahrhundert, wo sie im Mannesstamm 1976 erlosch.
Der kurzen Ehe von Georg Albrecht entstammten insgesamt drei Söhne. Der zweitgeborene Friedrich Carl starb nach etwas über einem Jahr. Georg Albrecht starb im frühen Alter von 36 Jahren. Er liegt in der markgräflichen Gruft der Bayreuther Stadtkirche Heilig Dreifaltigkeit begraben. Seine Frau starb 1755 im Schloss Oberkotzau.